# Пасюта Анатолій Григорович
Пасюта Анатолій Григорович Народився 22 січня 1960 року в с. Ялосовецьке Хорольського району Полтавської області. Проживає в Полтавській області, Хорольський район, село Клепачі.

## Біографія
Народився 22 січня 1960 року в с. Ялосовецьке Хорольського району Полтавської області. Проживає в Полтавській області, Хорольський район, село Клепачі. Одружений, має 2 сина.

### Навчання
З вересня 1967 р. по травень 1977 р. навчався в Ялосовецькій середній школі. Закінчив 10 класів. Із вересня 1977 р. по травень 1982 р. закінчив Березоворудський радгосп технікум с. Березова-Рудка Пирятинського району Полтавської області за спеціальністю агроном. 3 1983 -1990 рр закінчив Полтавський сільськогосподарський інститут м. Полтава і одержав спеціальність учений агроном.

### Трудова діяльність
3 5 березня 1982 р. по 5 березня 1993 року працював керуючим відділком радгоспу «9 Січня». З 5 березня 1993 р, був переведений директором радгоспу «Перемога», де працює по даний час головою правління СВК «Перемога». Радгосп перейменований в СВК «Перемога» 17.02.2000 р.
Депутат  Хорольського районної ради, Голова районного об'єднання «Рада сільськогосподарських товаровиробників».

## Нагороди
2001 рік - Трудова відзнака Мінагрополітики України «Знак Пошани».
2002 рік - Диплом лауреата Міжнародного Академічного рейтингу популярності та якості «Золота Фортуна». 
2004 рік - Орден «За заслуги (Україна) ІІІ ступеня». 
2008 рік - Почесне звання «Заслужений працівник сільського господарства України». 
2016 рік - Орден «За заслуги» (Україна) ІІ ступеня».